# Ian McKechnie
Ian Hector McKechnie (Bellshill, 4 ottobre 1941 – Kingston upon Hull, 11 giugno 2015) è stato un allenatore di calcio e calciatore scozzese, di ruolo portiere.

## Carriera
Si forma calcisticamente nel Lenzie Thistle per poi passare nel settembre 1958 agli inglesi dell'Arsenal. Nelle giovanili dei Gunners gli viene cambiato il ruolo da esterno sinistro a portiere da George Swindin, che ne aveva visto il potenziale da estremo difensore in una partita di allenamento. Con i Gunners esordì nell'ottobre 1961 in una trasferta contro il Blackburn. Con i londinesi collezionò 23 presenze in campionato e due nelle coppe, ottenendo come miglior piazzamento il settimo posto nella First Division 1962-1963. 
Nella stagione 1963-1964 firma per il Southend Utd, squadra della terza divisione inglese. Con gli Shrimpers retrocedette in quarta serie a termine della Third Division 1965-1966.
Nel 1966 passa ai cadetti dell'Hull City, club nel quale militerà sino al 1974, ottenendo come miglior piazzamento il quinto posto nella Second Division 1970-1971. Presso i Tigers divenne uno dei beniamini dei tifosi, dando origine ad una delle tradizioni della tifoseria locale, ovvero il lancio delle arance al proprio portiere. Due tifosi incontrarono lo incontrarono vicino al Boothferry Park, allora campo degli Hull, mentre si gustava un'arancia: la domenica successiva questi gli lanciarono due arance che McKehnie si sbucciò e mangiò. Da allora in suo omaggio vennero lanciate per anni arance all'estremo difensore degli Hull. Con gli Hull è inoltre stato il primo portiere a parare un rigore nei tiri di rigore, novità introdotta nell'estate 1970 dalla FIFA, in un incontro della Watney Cup del 5 agosto 1970 contro il Manchester Utd.
Nella stagione 1974 venne ingaggiato dagli statunitensi del Boston Minutemen, franchigia della NASL con cui vinse la Northern Division. Con i Minutemen la corsa al titolo nordamericano fu interrotta alle semifinali, perse contro i futuri campioni dei L.A. Aztecs. Fu comunque giudicato come uno dei migliori portieri del torneo.
Terminata l'esperienza americana torna in Inghilterra per giocare dapprima nel Goole Town ed infine nello Scarborough, con cui vinse due edizioni consecutive della FA Trophy.
Nel 1979 è alla guida degli irlandesi dello Sligo Rovers.
Lasciato il mondo del calcio resta a vivere a Kingston upon Hull, città nel quale muore per un attacco di cuore nel 2015.

## Palmarès

### Giocatore

#### Competizioni nazionali
- FA Trophy: 2

Scarborough: 1975-1976, 1976-1977